# Zombie Walk

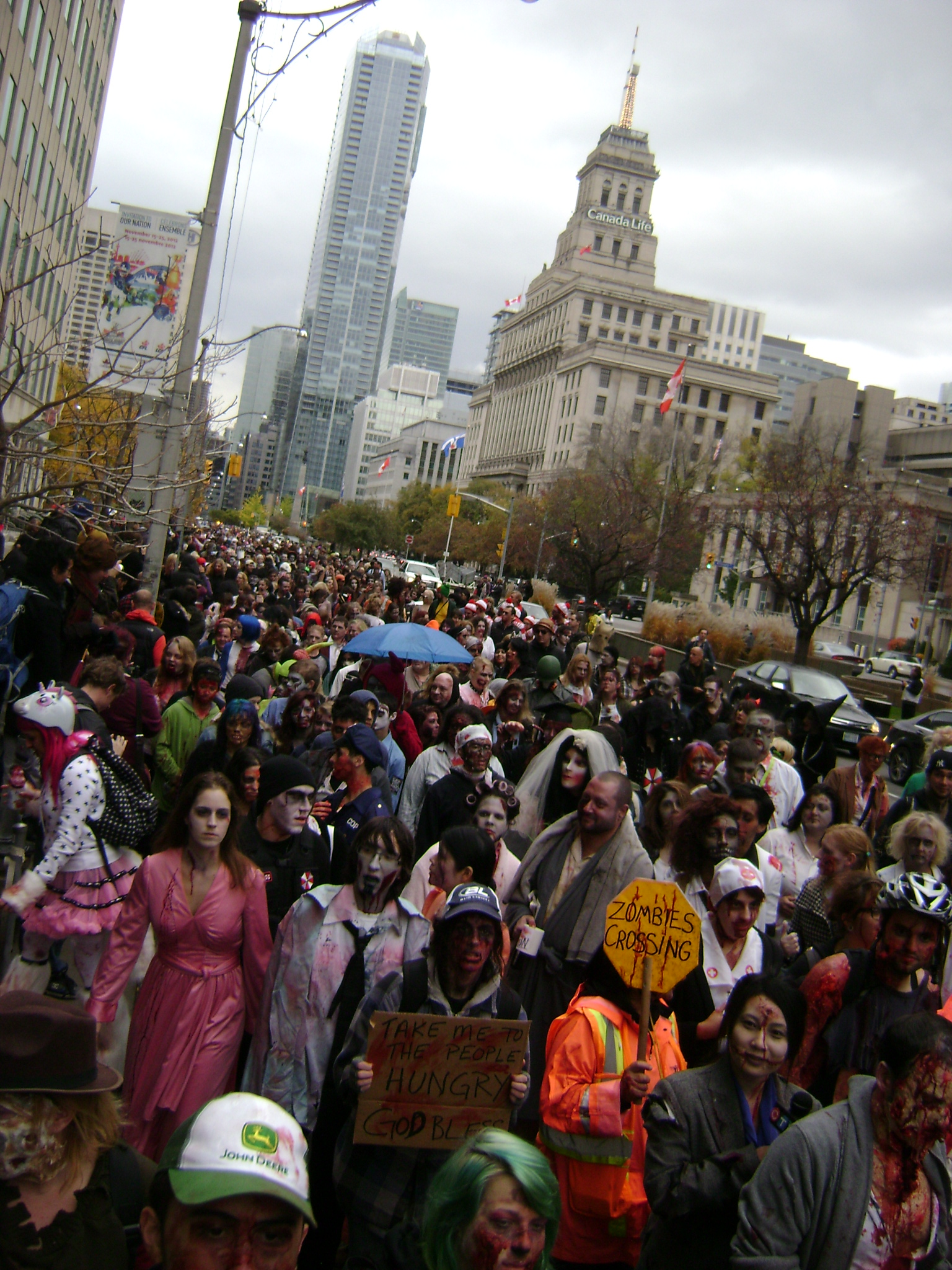
Toronto, Zombie Walk 2012 na University Avenue

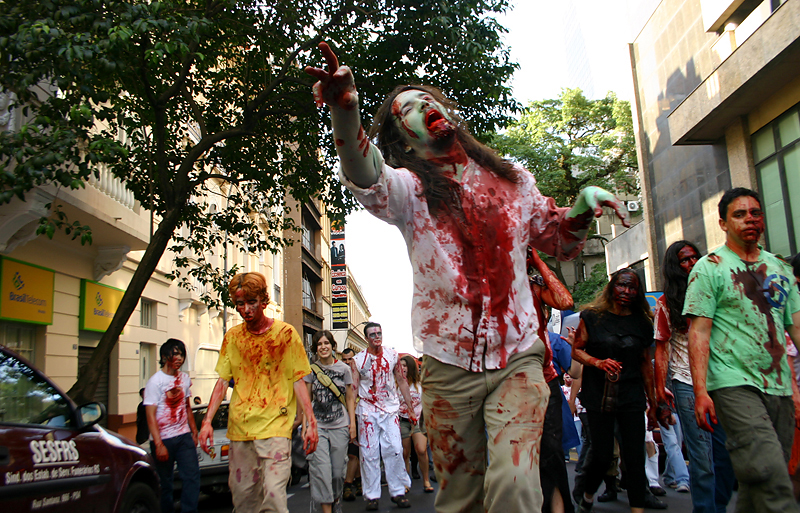
Zombie Walk de Porto Alegre em 2007

Zombie Walk é uma passeata composta por um grande grupo de pessoas que se vestem de zumbis. Caminhando por grandes centros urbanos, os participantes organizam uma rota através das ruas da cidade, passando por shoppings, parques e outros locais com grande público.

## Organização
O evento é promovido via internet ou através de flyers, cartazes, etc. As Zombie Walks são consideradas por muitos participantes como um evento underground. Durante o evento, os participantes se caracterizam como zumbis e se comunicam como zumbis (iguais aos filmes de horror), grunhindo, gemendo e gritando "miolos" ou "cérebros".

## Histórico
Uma das primeiras Zombie Walks ocorreu em Outubro de 2003, em Toronto, Canadá, com apenas seis participantes, e obteve grande repercussão. Em 27 de agosto de 2005 ocorreu em Vancouver a primeira Zombie Walk em grande escala, com mais de 400 participantes caminhando por mais de 35 quadras no centro da cidade. A primeira Zombie Walk realizada no Brasil foi em Belém, em 29 de outubro de 2006. Em muitas outras cidades pelo mundo estão sendo organizadas outras Zombie Walks, como São Francisco, Rio de Janeiro, Montreal, Nova Iorque, Sydney, Baltimore e Seattle.
Em 2007, surge a primeira invasão zumbi em Lisboa, Portugal. De início com pouca adesão, aumentando em 2008 o número de mortos-vivos. Fazendo uma pausa em 2009, a Zombie Walk Lisboa regressou em 2010 para receber a presença de George A. Romero no festival de cinema de terror, "Motelx". Em 2013 a organização passou da sua fundadora para o "1UP Gaming Lounge", um bar temático de videojogos, que a levará a cabo durante a noite de Halloween, como é tradição.
Ocorreu em Curitiba, Divinópolis, e São Paulo (todo ano no feriado de finados), dentre outras cidades.